# Мнишек, Марина
Мари́на Мни́шек (пол. Maryna Mniszech, Мнишех; 1588 или 1589, Ляшки Муроване — 24 декабря 1614, Коломенский кремль) — дочь сандомирского воеводы Ежи Мнишека и Ядвиги Тарло, жена Лжедмитрия I, венчанная с ним в мае 1606 года, незадолго до его гибели, и коронованная как русская царица (первая женщина, коронованная в России); затем жена следующего самозванца, Лжедмитрия II, выдававшего себя за первого. Активно участвовала во всех основных событиях Смутного времени.

## Биография
Представительница польского шляхетского рода Мнишеков.
Украшенное романтическими рассказами знакомство Мнишек с Лжедмитрием I произошло около 1604 года, и тогда же последний, после своей известной исповеди, был помолвлен с нею. Быть женой неизвестного и некрасивого бывшего холопа Марина согласилась из-за желания стать царицей и под влиянием уговоров католического духовенства, избравшего её своим орудием для проведения католичества в Русское царство. При помолвке ей были обещаны, кроме денег и бриллиантов, Новгород и Псков, предоставлено право исповедовать католичество и выйти за другого в случае неудачи Лжедмитрия I.

### При Лжедмитрии I
По свидетельству историков, самозванец сначала снарядил для официального сватовства целое посольство во главе со своим любимцем князем Василием Михайловичем Рубцом-Мосальским, окольничим Михаилом Игнатьевичем Татищевым и двумя думными дьяками, но посольство это по разным дипломатическим соображениям не состоялось, и сватом отправился думный дьяк Афанасий Иванович Власьев.
В ноябре 1605 года состоялось обручение Марины со Лжедмитрием I, которого представлял думный дьяк А. И. Власьев (обручение per procura, «через представителя», или «в лице представителя»). По другим известиям, посольство князя В. М. Мосальского-Рубца должно было состояться после поездки Власьева, так как тому не удалось получить ответ от польского короля на вопросы о заключении союза против турок, о титулах и пр. (23 января 1606 года).
Царская невеста в апреле 1606 года въехала в Россию у Смоленска. На границе торжественно встречала специально отобранная царская свита, во главе стояли боярин, дядя царевича Дмитрия Иоанновича (Угличского) матери М. А. Нагой и князь В. М. Мосальский-Рубец, на которого были возложены заботы о материальном обеспечении путешествия Мнишек; он передал невесте 13 290 талеров и 5200 рублей. Ввиду сильного мороза встреча и приветственные речи перенесены до места остановки.
Царской невесте для дальнейшей поездки в Москву предоставлено трое дорожных саней, в том числе огромной величины карета, с дверями и окнами, всё обтянуто алым сукном и вместо железа оковано серебром. Запряжено 12 белых лошадей, убранных красным бархатом с серебряными бляхами. Внутри всё обито соболями, а прислуга в золотой парче. Встречающая свита состояла из 1000 человек, которые около трёх месяцев ежедневно стояли в ожидании невесты.
Она с большой пышностью, сопровождаемая отцом и многочисленной свитой, 3 мая 1606 года въехала в Москву и начался ряд празднований. Через пять дней, 8 мая, состоялось венчание и коронование Марины, как русская царица она получила имя Мария Юрьевна. Новая царица 12 мая дала пир для своей польской свиты, проводившийся исключительно по польским обычаям и традициям, на котором Лжедмитрий I отплясывал в гусарском облачении, из русских присутствовали двое: А. Власьев и В. Мосальский-Рубец; представители московской знати угощались во дворе отдельно, два дня спустя, 14 мая.
Царствовала в Москве новая царица ровно неделю: после гибели мужа (убит 17 мая 1606 года) для неё начинается бурная и полная лишений жизнь, во время которой она показала много твёрдости характера и находчивости. Не убитая во время резни 17 мая только потому, что не была узнана, а затем защищена боярами, она была отправлена к отцу.

### При Лжедмитрии II
В августе 1606 года царь Василий Шуйский поселил всех Мнишеков в Ярославле, где они прожили до июля 1608 года.
В состоявшемся тогда перемирии России с Польшей было, между прочим, постановлено отправить Марину на родину, с тем чтобы она не называлась русской царицей. На пути она была перехвачена Александром Зборовским и доставлена в Тушинский лагерь к Лжедмитрию II («Тушинскому вору»). Несмотря на отвращение к Лжедмитрию II, Марина тайно обвенчалась с ним 5 сентября в отряде Сапеги и прожила в Тушине более года. С новым мужем, как видно из писем Марины Сигизмунду и папе римскому, ей жилось плохо, но стало ещё хуже после его бегства (27 декабря 1609 года) из Тушина.
Боясь быть убитой, она в гусарском платье с одной служанкой и несколькими сотнями донских казаков бежала в феврале 1610 года в Дмитров к Сапеге, а оттуда, когда город был взят русскими, — в Калугу вновь к «Тушинскому вору».
Через несколько месяцев после победы Жолкевского над русскими войсками, она является с мужем под Москвой, в Коломне, а по низвержении Шуйского ведёт переговоры с Сигизмундом о помощи для занятия Москвы.
Между тем москвичи присягнули Владиславу Сигизмундовичу, и Марине было предложено отказаться от Москвы и ограничиться Самбором или Гродно. Последовал гордый отказ, и с ним прибавилась новая опасность быть схваченной поляками. Поселившись в Калуге с мужем и новым защитником, Иваном Заруцким, она прожила здесь до начала 1611 года уже под покровительством одного Заруцкого («Тушинский вор» убит соратниками в декабре 1610 года) и с новорождённым сыном Иваном («Ворёнок»), называвшимся Дмитриевичем.
До июня 1612 года она находилась под Москвой, преимущественно в Коломне, где был и Заруцкий. После умерщвления Ляпунова она заставила Заруцкого и Трубецкого объявить её сына наследником престола и вместе с Заруцким подослала убийц к Дмитрию Пожарскому, когда отпал от неё Трубецкой.
Однако подступившее к Москве земское ополчение заставило Марину с её окружением бежать сначала в Рязанскую землю, потом в Астрахань, наконец, вверх по Яику (Уралу), где они укрылись на Медвежьем острове (архивные исследования, проведённые писателем и историком И. И. Железновым, показали, что остров находился между нынешними посёлками Жанабулак и Чапаев на расстоянии около 400 км по прямой от Каспийского моря. Остров исчез до начала XIX века в результате изменения русла реки).
26 июня 1614 года беглецов настигли московские стрельцы и после осады и боя Мнишек с сыном и Заруцкий были выданы казаками стрелецкому голове Гордею Пальчикову, который их в июле 1614 года доставил в Москву. Здесь трёхлетний её сын был повешен, а она, по сообщениям русских послов польскому правительству, «умерла с тоски по своей воле»; по другим источникам, была повешена или утоплена.
Имеется предание, согласно которому Мнишек перед своей смертью якобы прокляла род Романовых, будто бы предсказав, что ни один из Романовых никогда не умрёт своей смертью и что убийства будут продолжаться, пока все Романовы не погибнут.
Кроме того, существует версия, что Марина Мнишек была заточена в Круглой (Маринкиной) башне Коломенского кремля, где и скончалась.
Сохранились многочисленные её письма к отцу, польскому королю и папе римскому. Известен и так называемый «Дневник Марины Мнишек», составленный, однако, не ею (и не от её лица), а человеком из её свиты.

## В культуре
Художественная литература
- Марина Мнишек — центральный персонаж трагедии А. С. Пушкина «Борис Годунов» (1825). Образ Марины Мнишек Пушкин расценивал как художественную удачу трагедии («Моя Марина славная баба»[9]) и намеревался вернуться к этой исторической фигуре в других произведениях («Она волнует меня как страсть»[10]).
- Марина Мнишек — героиня драмы Фридриха Шиллера «Деметриус» (1805), оставшейся незаконченной из-за ранней смерти автора.
- Цикл пьес[11][12][13] драматурга Константина Скворцова, посвящённых Смутному времени.
- «Марина Мнишек» — поэма Велимира Хлебникова.
- Главная героиня повести «Царица смуты» (1996) Леонида Бородина.
- «Три любви Марины Мнишек. Свет в темнице» — исторический роман Елены Раскиной и Михаила Кожемякина[14].

Кинематограф
- «Борис Годунов» (1954) — Лариса Авдеева
- «Борис Годунов» (1986) — Адрианна Беджиньская
- «Борис Годунов» (1987) — Ирина Малышева
- «Борис Годунов» (1989) — Дельфин Форест
- «Борис Годунов» (2011) — Агния Дитковските
- «Годунов» (телесериал 2018 года) — Ольга Калицка
- «Казачок-2» (телесериал 2025 года) — Настасья Самбурская